# Nikita Simonjan
Nikita Pavlovič Simonjan (rusky Ники́та Па́влович Симоня́н, * 12. října 1926 Armavir) je ruský fotbalista, trenér a funkcionář arménského původu. Hrál především za Spartak Moskva, v jehož dresu se stal 3× králem střelců sovětské ligy a je historicky nejlepším střelcem klubu. Vyhrál OH 1956 a byl na MS 1958. Sovětskou ligu vyhrál 4× jako hráč a 3× jako trenér.

## Hráčská kariéra
Simonjan hrál za Křídla sovětů Moskva a hlavně Spartak Moskva. V letech 1949, 1950 a 1953 byl králem střelců sovětské ligy. Se Spartakem vyhrál 4× sovětskou ligu. Se 160 góly (z toho 133 prvoligových) je nejlepším střelcem v historii Spartaku.
V reprezentaci SSSR hrál 20 zápasů a dal 10 gólů. Vyhrál s ní OH 1956 a dostal se s ní na MS 1958 do čtvrtfinále. Na tomto MS byl kvůli zranění Igora Netta ve většině zápasů kapitánem.

## Trenérská kariéra
Po skončení hráčské dráhy začal trénovat. Se Spartakem Moskva vyhrál další 2 ligové tituly. Ligu vyhrál i s Araratem Jerevan. V letech 1977–1979 byl trenérem sovětské reprezentace, ale na velký turnaj se nedostal.

## Funkcionářská kariéra
Byl i funkcionářem sovětského a ruského fotbalového svazu.

## Úspěchy

### Hráčské
Sovětský svaz
- Olympijské hry (1): OH 1956

Spartak Moskva
- Sovětská liga (4): 1952, 1953, 1956, 1958
- Sovětský pohár (2): 1950, 1958
- Král střelců sovětské ligy: 1949 (26 gólů), 1950 (34 gólů), 1953 (14 gólů)

### Trenérské
Spartak Moskva
- Sovětská liga (2): 1962, 1969
- Sovětský pohár (3): 1963, 1965, 1971

Ararat Jerevan
- Sovětská liga (1): 1973
- Sovětský pohár (1): 1973